# Kärven, Södermanland
Kärven är en sjö i Flens kommun i Södermanland och ingår i Nyköpingsåns huvudavrinningsområde.